# MreB

Elementos del citoesqueleto de Caulobacter crescentus. En la figura, estos elementos procarióticos se relacionan con sus homólogos eucariotas y se hipotetiza su función celular. Debe tenerse en cuenta que la función de la pareja FtsZ-MreB se invirtió durante la evolución al convertirse en tubulina-actina.

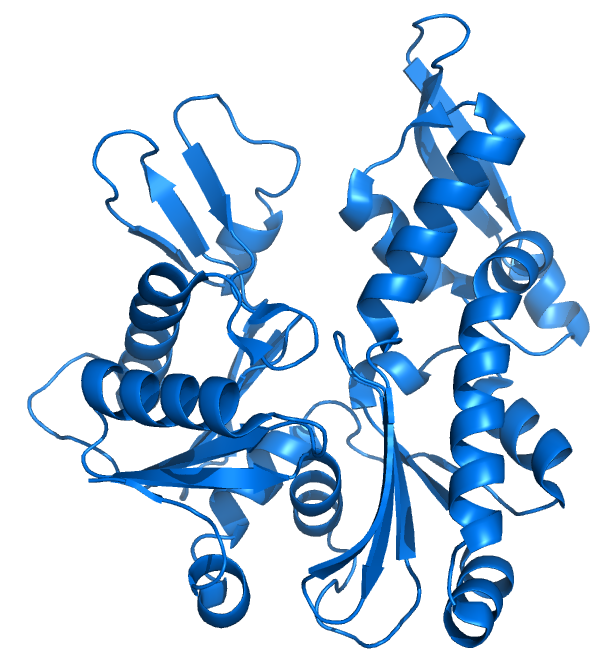
MreB de los procariontes (Código PDB: 1jce). El plegado de esta proteína es similar al de la actina, su equivalente en los eucariontes.

MreB es una proteína presente en los procariontes (bacterias y arqueas) que ha sido identificada como un homólogo de la actina, justificado por las similitudes en la estructura terciaria y en la conservación del punto activo de la secuencia de péptidos. La conservación de la estructura de proteínas sugiere la ascendencia común de los elementos del citoesqueleto de los eucariontes y el MreB, que se encuentra en los procariontes. De hecho, estudios recientes han descubierto que las proteínas MreB polimerizan para formar filamentos que son similares a los microfilamentos de actina.
MreB controla el ancho de las bacterias de forma de bacilar como Escherichia coli. Un mutante de E. coli que sintetiza proteínas MreB defectuosas será esférico en lugar de bacilo. Además, las bacterias que naturalmente son esféricas no tienen el gen que codifica MreB. Las bacterias que presentan genes MreB también pueden ser de forma helicoidal.
MreB está involucrado en la replicación del genoma de bacteriófagos. Concretamente, ϕ29, que infecta Bacillus subtilis, requiere de esta proteína durante el proceso de replicación del ADN en la membrana; de hecho, existe una interacción física entre una proteína del fago, denominada p16.7, y el equivalente al citoesqueleto de actina que conforma MreB.